# Levi Sherwood
Levi Sherwood, född 22 okt 1991 i Nya Zeeland, är en freestyle motocrossförare från Nya Zeeland, med smeknamnet "rubber kid" ("gummigrabben").
Dave Sherwood, Levis far, var en professionell speedwayförare och Levi har sedan barnsben åkt med på motorcyklar. Levi åkte också vanlig motocross under tonåren, men började hoppa mer med motocrossen och hamnade sedan i FMX-tävlingar.
Han vann sin första Red Bull X-Fighters-tävling i Mexico City 2009, endast 17 år gammal. Han har fortsatt att tävla i samma tour. Han tog sin andra seger 2010 i Moskva, och sin tredje i London. Han segrade också i Red Bull X-Fighters World Tour 2012, och vann även denna tour i Mexico City 2014.
Levi har också deltagit i X Games, och 2010 vann han silver i Freestyle, bara en poäng bakom Travis Pastrana.